# 말브룩원숭이
말브룩원숭이(Chlorocebus cynosuros)는 구세계원숭이에 속하는 버빗원숭이속 원숭이의 일종이다. 나무 위에서 생활하는 수상성 원숭이다. 이 종은 가끔 버빗원숭이(C. pygerythrus) 또는 널리 분포하는 그리벳원숭이(C. aethiops)의 아종으로 간주되기도 한다.

## 신체적 특징
말브룩은 훌쭉하고, 날쌘 영장류로 긴 팔다리와 긴 꼬리를 지니고 있다. 털 색깔은 잿빛 회색이다. 가슴과 상반신은 흰색이며, 게다가 대머리와 희미한 검버섯이 있는 얼굴의 뺨과 눈썹도 희다. 눈은 다갈색이다. 생식기는 밝은 색으로 수컷의 음낭은 파랗고, 음경은 붉다. 수컷은 암컷보다 약 20% 정도 크다.

## 분포와 서식지
말브룩원숭이는 중앙아프리카와 중남부아프리카에서 발견되며, 콩고민주공화국 서부의 그레이트 리프트 계곡에서부터 대서양 해안과 나미비아 북부와 루앙와 강의 잠비아 서부까지에 분포한다. 습지 숲과 사바나 숲 그리고 고도 4,500 m 까지의 몬테네 숲에서 산다.

## 습성
말브룩원숭이는 일종의 주행성 동물로, 6마리 내지 50마리의 큰 집단을 형성하여 군집 생활을 한다. 집단 내의 수컷과 암컷의 수는 보통 거의 비슷하다. 각 집단은 자신의 영역을 가지고 있으며, 그 크기는 이용가능한 먹이의 양에 달려 있다. 말브룩은 다양한 소리와 제스쳐를 가지고 있으며, 이를 집단 내의 다른 원숭이들과 의사 소통을 하는 데 사용할 수 있다.

## 먹이
이 잡식성 종의 먹이는 과일과 싸앗, 꽃, 나무의 수지, 무척추동물들, 새알, 새의 새끼와 도마뱀 등으로 이루어져 있다. 대부분의 지역에서 식물이 이들 먹이의 대부분을 형성한다.